# Лучано Берио
Лучано Берио (на италиански: Luciano Berio) е италиански композитор, известен с експерименталната си електронна музика (особено с написаната през 1968 г. „Симфония за гласове и оркестър“).

## Биография
Роден в семейство на музиканти. Първите си уроци по пиано получава от баща си и дядо си, които са органисти. По време на Втората световна война отива на фронта, където е ранен в ръката още на първия ден. След войната следва в Миланската консерватория при Джулио Чезаре Парибени, Джорджо Федерико Гедини и Карло Мария Джулини (дирижиране). Травмата на ръката му го притеснява, докато свири на пиано, и той посвещава все повече време на композицията. През 1947 г. е публикувана първата му творба – сюита за пиано. По това време Берио изкарва прехраната си, като акомпанира във вокалните класове на консерваторията, където се запознава с първата си съпруга, американското сопрано Кати Берберян.
През 1951 г. заминава за САЩ, където учи в Tanglewood Music Center при Луиджи Далапикола, който събужда интереса му към додекафонията. От 1954 до 1959 г. посещава курсове по нова музика в Дармщат, където се запознава с Пиер Булез, Карлхайнц Щокхаузен, Дьорд Лигети и други водещи композитори на авангарда. Посвещавайки се на електронната музика, през 1955 г. основава експерименталното Студио по музикална фонология (на италиански: Studio di Fonologia Musicale). В студиото са канени известни композитори, сред които и Джон Кейдж. Започва да издава и списание за електронната музика в Италия – Incontri Musicali. През 1966 г. печели италианската награда за творбата си Laborintus II. През 1968 г. в истински триумф се превръща първото изпълнение на Симфония, която по-късно е сочена като най-известната творба на композитора. Написана е за осем гласа и оркестър за 125-ата годишнина на Нюйоркската филхармония и е посветена на Ленард Бърнстейн. Премиерата е осъществена от Нюйоркската филхармония и The Swingle Singers под палката на самия автор. От 1965 до 1972 г. той е професор по композиция и член-основател на New Music Ensemble в Джулиард в Ню Йорк.
През 1972 г. отново се завръща в Италия. От 1974 до 1980 г. е директор на отдела за електроакустична музика в IRCAM в Париж. През 1987 г. основава във Флоренция Tempo Reale, център, подобен на IRCAM. От 1994 г. до 2000 г. той е гостуващ композитор (на английски: distinguished composer in residence) в Харвардския университет.
Лучано Берио умира през 2003 г. в болница в Рим.

## Творчество

### Сценични творби
- Opera (1970, преработка 1977)
- La vera storia (1982)
- Un re in ascolto (1984)
- Vor, während, nach Zaide (1995; прелюд, интерлюд и завършек на оперен фрагмент от Моцарт)
- Outis (1996)
- Cronaca del luogo (1999)
- Turandot (2001; завършек на операта на Джакомо Пучини)